# بينيت مالون
بينيت مالون (بالإنجليزية: Bennett Malone)‏ هو سياسي أمريكي، ولد في 6 يناير 1944 في قرطاج في الولايات المتحدة، وتوفي في 17 ديسمبر 2017 في جاكسون في الولايات المتحدة. حزبياً، نشط في الحزب الديمقراطي. وقد انتخب عضو مجلس نواب مسيسيبي.